# برنارد يفبفر
برنارد يفبفر (بالفرنسية: Bernard Lefebvre)‏ هو مصور فرنسي، ولد في 27 مارس 1906 في روان في فرنسا، وتوفي بنفس المكان في 30 نوفمبر 1992.